# 1993 год в авиации
Список событий в авиации в 1993 году.

## События
- 16 февраля — первый полёт пожарного самолёта Ан-32П
- 6 апреля — первый полёт российского пассажирского широкофюзеляжного самолёта для авиалиний средней и большой протяжённости Ил-96МО, прототипа Ил-96Т и Ил-96М.
- 24 декабря — первый полёт учебно-тренировочного двухместного самолёта Як-54.
- 26 декабря — первый полёт лёгкого многоцелевого самолёта Як-58.
- 28 декабря — первый полёт многоцелевого транспортного легкомоторного самолёта СМ-92 Финист.

### Авиакатастрофы
- 28 августа — катастрофа Як-40 в Хороге, 82 погибших.

## Персоны

### Скончались
- 24 февраля — Алексеев, Семён Михайлович, советский авиаконструктор, Герой Социалистического Труда (1961).
- 28 апреля — Валентина Степановна Гризодубова, советская лётчица, участница одного из рекордных перелётов, участница Великой Отечественной войны, одна из первых женщин, удостоенных звания Героя Советского Союза, Герой Социалистического Труда.
- 30 сентября — Яков Ильич Верников, Герой Советского Союза (18 ноября 1944), заслуженный лётчик-испытатель СССР (20 сентября 1960), заслуженный мастер спорта СССР (1975), генерал-майор авиации (1971).
- 29 ноября — Грушин, Пётр Дмитриевич, советский и российский учёный, авиаконструктор и конструктор в области ракетной техники, академик АН СССР (1966). Член ЦК КПСС (1966—1986).

#### Без точной даты
- Кербер, Леонид Львович, крупный специалист в области авиационного оборудования. Доктор технических наук, заместитель Генерального конструктора.